# Mike Boit
Michael Kipsubut Boit, bekannt unter seinem Rufnamen Mike Boit (* 6. Januar 1949 in Eldoret), ist ein ehemaliger kenianischer Mittelstreckenläufer, der bei den Olympischen Spielen 1972 in München die Bronzemedaille über 800 m gewann und danach über ein Jahrzehnt lang der Weltspitze angehörte. Nach dem Ende seiner leistungssportlichen Karriere schlug er eine akademische Laufbahn als Hochschullehrer an der Kenyatta University ein.

## Kindheit und Jugend
Boit ist Angehöriger der Volksgruppe der Nandi. Er besuchte bis 1969 die St. Patrick's High School in Iten, die später als „Geburtsstätte“ zahlreicher Spitzenathleten wie beispielsweise Peter Rono, Matthew Birir und Ibrahim Hussein bekannt wurde. Dort entdeckte man bereits früh Boits läuferisches Talent. 1969 wurde er nationaler High-School-Meister im 800-Meter-Lauf. Seine Eltern hingegen legten vor allem Wert auf seine schulischen Leistungen und achteten darauf, dass er stets zu den Klassenbesten gehörte, damit er von den Schulgebühren befreit wurde. Danach ging er an das Kenyatta University College, das er 1972 mit einem Diplom in Sporterziehung verließ.

## Sportliche Karriere
Internationale Aufmerksamkeit erlangte der 1,80 m große und 68 kg schwere Boit erstmals bei den Olympischen Spielen 1972 in München. Im 800-Meter-Lauf gewann er hinter dem US-Amerikaner Dave Wottle und dem für die Sowjetunion laufenden Jewgeni Arschanow, aber vor Franz-Josef Kemper die Bronzemedaille. In der öffentlichen Wahrnehmung blieb dieses Rennen vor allem wegen der starken Endspurts von Wottle und Kemper in Erinnerung, die eingangs der Zielgeraden noch auf Platz vier bzw. acht gelegen hatten. Außerdem belegte Boit im 1500-Meter-Lauf den vierten Platz. Eine weitere Olympiateilnahme blieb ihm verwehrt, weil Kenia die Spiele 1976 in Montreal und 1980 in Moskau boykottierte.
Trotzdem gelang es Boit, sich über Jahre hinweg in der Weltspitze zu etablieren. Bei den British Commonwealth Games 1974 in Christchurch gewann er über 800 Meter die Silbermedaille hinter seinem Landsmann John Kipkurgat und verwies den späteren 1500-Meter-Lauf-Olympiasieger John Walker aus Neuseeland auf den dritten Rang. 1976 stellte Boit bei seinem Sieg beim Internationalen Stadionfest Berlin mit einer Zeit von 1:43,57 Minuten einen Afrikarekord im 800-Meter-Lauf auf. Im folgenden Jahr traf er beim Leichtathletik-Weltcup 1977 in Düsseldorf auf den Doppelolympiasieger Alberto Juantorena aus Kuba. In dem mit Spannung erwarteten Duell über 800 Meter musste sich Boit um eine Zehntelsekunde geschlagen geben. Der spätere Weltmeister Willi Wülbeck aus Deutschland erreichte das Ziel mit deutlichem Rückstand auf die beiden als Dritter.
Bei den Commonwealth Games 1978 in Edmonton feierte Boit im 800-Meter-Lauf einen ungefährdeten Sieg vor dem Jamaikaner Seymour Newman. Im folgenden Jahr startete er bei der ersten Austragung der Leichtathletik-Afrikameisterschaften in Dakar im 1500-Meter-Lauf. Er siegte vor dem Algerier Abderrahmane Morceli, älterer Bruder des späteren Weltmeisters und Olympiasiegers Noureddine Morceli. 1980 lief Boit in San Diego einen Hallenweltrekord über 880 Yards. Im Jahr darauf wurde er zu Kenias Sportler des Jahres gekürt. 
Seine letzte internationale Medaille errang Boit bei den Commonwealth Games 1982 in Brisbane. Hinter dem frisch gebackenen Europameister Steve Cram aus England und John Walker belegte er im 1500-Meter-Lauf den dritten Rang. Über dieselbe Distanz erreichte er bei den Leichtathletik-Weltmeisterschaften 1983 in Helsinki das Finale, wurde dort jedoch nur Zwölfter und damit Letzter.
Boit blieb dem Laufsport dennoch einige weitere Jahre aktiv verbunden. Zuletzt stellte er Anfang 1989 bei einem Meilenlauf in East Rutherford mit einer Zeit von 4:15,48 Minuten einen Hallenweltrekord in der Altersklasse M40 auf.
Boits Training bestand vor allem aus Tempoläufen (zum Teil als Fahrtspiel) auf der Grundlage von vielen ruhigen Kilometern. Hierdurch war er in der Lage, seine Wettkämpfe sehr variabel zu gestalten und auch in Kenia und als Student in den USA im Crosslauf die dort üblichen 6,5 km zu laufen.

### Persönliche Bestzeiten
| Disziplin          | Bestleistung | Datum und Ort                           |
| ------------------ | ------------ | --------------------------------------- |
| 800 Meter          | 1:43,57 min  | 20. August 1976, Berlin                 |
| 800 Meter (Halle)  | 1:47,20 min  | 22. Februar 1980, San Diego             |
| 1000 Meter         | 2:15,30 min  | 23. September 1977, Wattenscheid        |
| 1000 Meter (Halle) | 2:21,40 min  | 17. Februar 1973, New York City         |
| 1500 Meter         | 3:33,67 min  | 28. August 1981, Brüssel (Zwischenzeit) |
| 1 Meile            | 3:49,45 min  | 28. August 1981, Brüssel                |
| 2000 m             | 4:59,43 min  | 4. September 1985, Rieti                |
| 3000 m             | 7:45,61 min  | 17. Juli 1982, London                   |
| 5000 m             | 13:35,70 min | 31. August 1982, Luxemburg              |

## Akademische Laufbahn

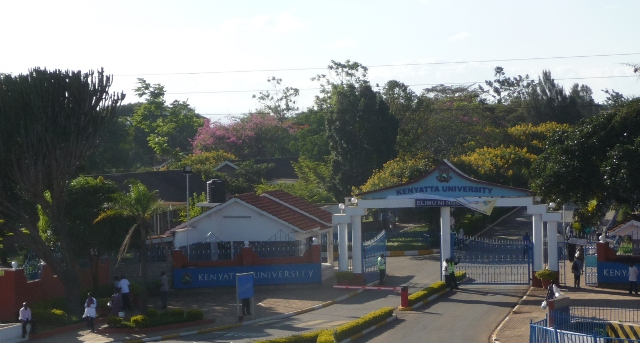
Der Eingang zum Hauptcampus der Kenyatta University in Nairobi

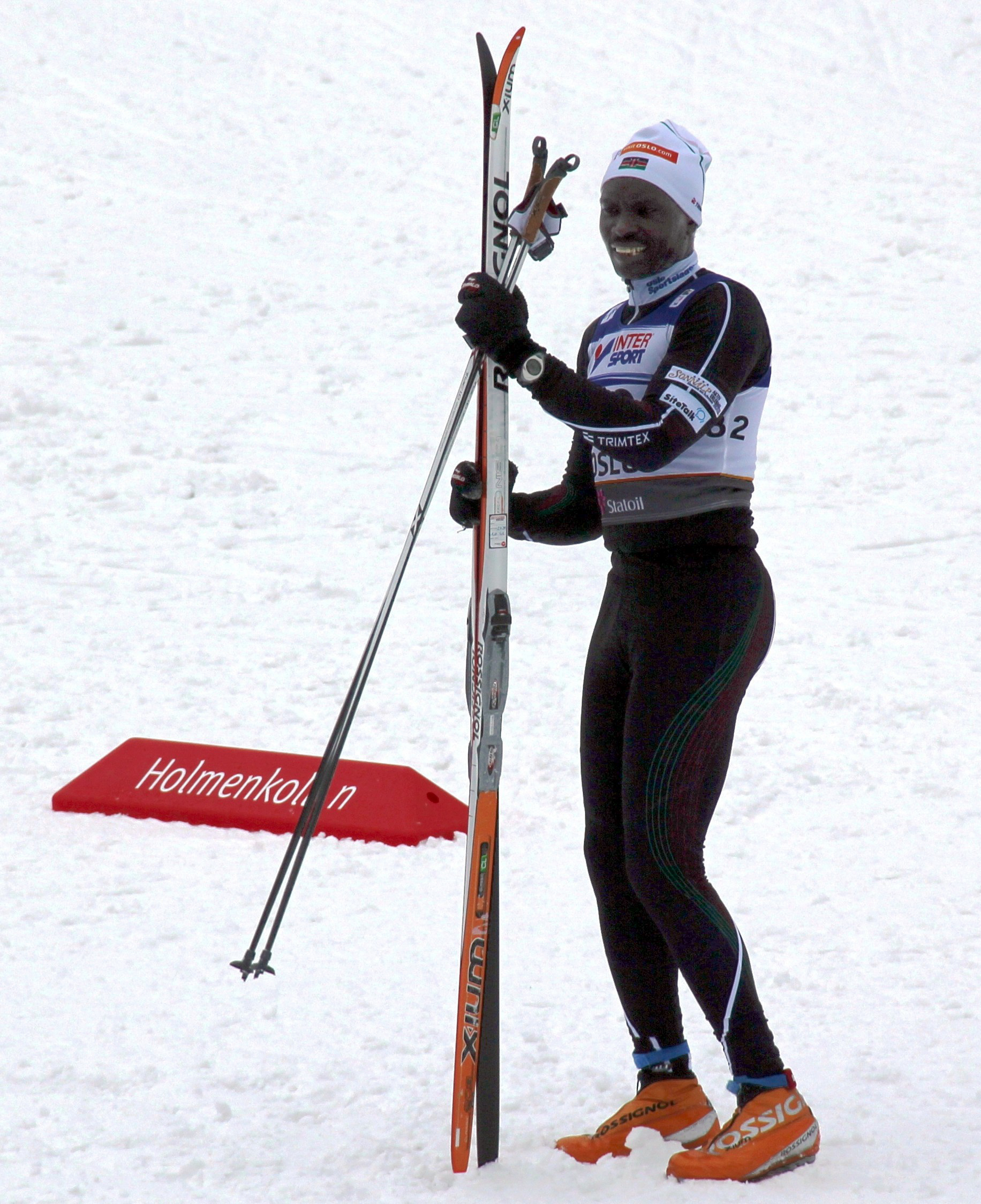
Mike Boits Neffe Philip Boit versuchte sich als Skilangläufer.

Bereits während seiner Zeit als Leistungssportler trieb Boit seine Ausbildung voran. An der Eastern New Mexico University in Portales absolvierte er ein Studium in Sporterziehung mit dem Nebenfach Biologie, das er 1976 mit einem Bachelor of Sciences abschloss. In den beiden folgenden Jahren erwarb er an der Stanford University zwei Masterabschlüsse. Von 1978 bis 1979 war er erstmals als Gastdozent an der Kenyatta University tätig.
1986 promovierte er an der University of Oregon in Eugene zum Doktor der Erziehungswissenschaften. Seine Dissertation trägt den Titel The Relationship of Teacher Behaviour to Student Achievement in High and Low Achievement High Schools in Nairobi. Seit 1987 ist er Senior Lecturer an der Kenyatta University.
Daneben besetzte er diverse Ämter in der Sportverwaltung. Von 1989 bis 1999 war er Mitglied der Athletenkommission des Leichtathletik-Weltverbands IAAF und von 1992 bis 1995 im Verwaltungsrat der Special Olympics. Zwischen 1990 und 1997 war er Staatsbeauftragter für Sport in Kenia.

## Sonstiges
1983 unterbot Boit den damaligen Weltrekord des Briten Sebastian Coe über die Meile mit 3:28,36 Minuten um 19 Sekunden – allerdings auf stark abschüssiger Straße in Auckland bei etwa 190 m Höhenunterschied. Coe indes hatte seinen Weltrekord (3:47,33 Minuten) zwei Jahre zuvor im direkten Duell mit Boit beim Memorial Van Damme in Brüssel erzielt.
1998 erlangte Boits Neffe Philip Boit internationale Bekanntheit als Skilangläufer und damit erster Teilnehmer Kenias an Olympischen Winterspielen.